# 2539 Ningxia
A 2539 Ningxia (ideiglenes jelöléssel 1964 TS2) a Naprendszer kisbolygóövében található aszteroida. A Bíbor-hegyi Obszervatóriumban fedezték fel 1964. október 8-án.